# Parafia Matki Bożej Częstochowskiej w Łężanach
Parafia Matki Bożej Częstochowskiej w Łężanach – parafia rzymskokatolicka, znajdująca się w archidiecezji przemyskiej, w dekanacie Miejsce Piastowe.

## Historia
W początkach lat 60. XX wieku w Łężanach utworzono punkt katechetyczny w domu prywatnym. W 1977 roku zakupiono kolejny dom, na punkt katechetyczny i kaplicę, w której odprawiano niedzielne msze święte. W lipcu 1981 roku podjęto decyzję o budowie nowego kościoła. 
21 czerwca 1982 roku została erygowana parafia z wydzielonego terytorium parafii Targowiska. 3 lipca 1982 roku poświęcono plac pod budowę kościoła, a następnie rozpoczęto budowę murowanego kościoła, według projektu arch. R. Gorczycy i S. Janowskiego. 24 października 1982 roku wmurowano kamień węgielny. 2 września 1984 roku bp Ignacy Tokarczuk poświęcił kościół pw. Matki Bożej Częstochowskiej. .
Na terenie parafii jest 1427 wiernych.
Proboszczowie parafii:
1982–1992. ks. Jan Cag.
1992–2013. ks.  Eugeniusz Niezgoda.
2014– nadal ks. Jerzy Urban.